# Molen van Terheide
De Molen van Terheide is een windmolenrestant in de tot de Vlaams-Brabantse gemeente Asse behorende plaats Asse-ter-Heide, gelegen aan Neerheide 21.
Deze ronde stenen molen van het type beltmolen fungeerde als korenmolen.

## Geschiedenis
De molen werd gebouwd in 1786 en heeft een merkwaardige, flesvormige, romp.
In 1896 werd een stoommachine geplaatst maar er werd ook nog met windkracht gemalen. In 1908 kwam er een nieuwe stoommachine en het windbedrijf verdween langzamerhand. In 1922 werden kap en wiekenkruis verwijderd. De mechanische maalderij bleef nog tot 2004 in bedrijf. De inventaris van deze maalderij is voor een groot deel aanwezig gebleven.
- Inventaris van het Bouwkundig Erfgoed (Vlaanderen): 76775